# Arigomphus cornutus
Arigomphus cornutus là loài chuồn chuồn trong họ Gomphidae. Loài này được Tough mô tả khoa học đầu tiên năm 1900.

## Hình ảnh

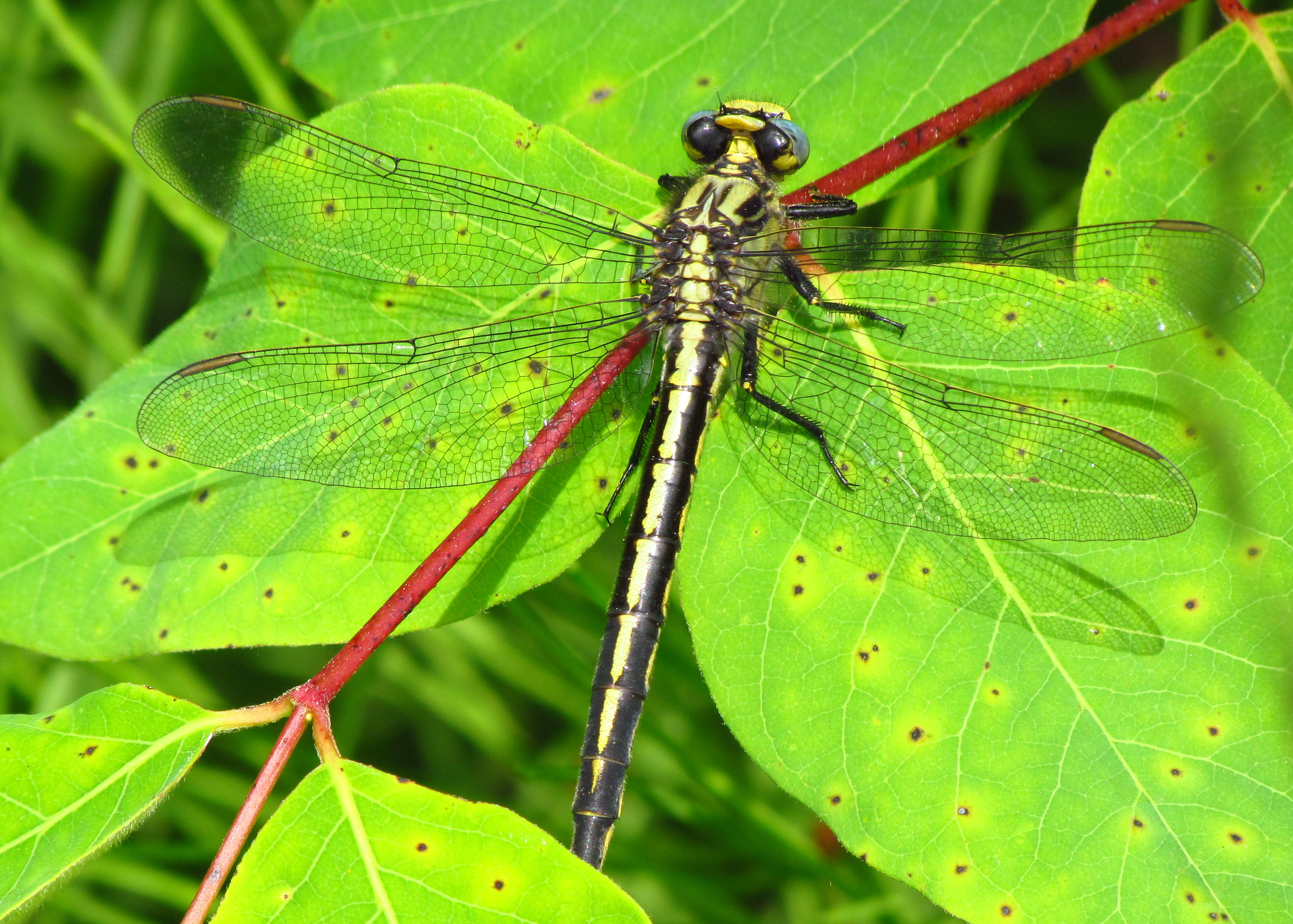